# マイケル・ブラットマン
マイケル・ブラットマン（Michael E. Bratman、1945年7月25日 - ）は、アメリカ合衆国の哲学者。スタンフォード大学文理学部ダーフィー教授、哲学教授。

## 略歴
ブラットマンは1967年にハバフォード大学を卒業し、1974年にロックフェラー大学で博士号を取得した。指導教員はドナルド・デイヴィドソン。1974年にスタンフォード大学に着任して以来、今日に至るまで同大学で教鞭をとっている。
2012年、アメリカ芸術科学アカデミーのフェローに選出された。2014年、研究者仲間や教え子らによって書かれたブラットマンの業績に関する論文集『Rational and Social Agency: The Philosophy of Michael Bratman』がオックスフォード大学出版局から出版された。『ノートルダム・フィロソフィカル・レヴュー』に掲載されたある書評では、次のように述べられている。「計画を立て、共有意図（shared intention）を持つとはいかなる事態なのかについての我々の理解は、マイケル・ブラットマンによる非常に影響力の大きな業績にかなりの部分依拠している」。

## 哲学的業績
専門は行為論と道徳哲学。「意図とは際立って実践的な態度の一つであり、計画を立てる上でそれが果たす中心的役割によって特徴づけられる」という考えを展開したことで最もよく知られる。ブラットマンが提唱する信念－欲求－意図モデル（Belief-Desire-Intention model）は、今日の人工知能研究を含む多くの分野で用いられている。意図を計画とみなすブラットマンの理論は、「集合的志向性（collective intentionality）」をめぐる議論でも集中的かつ広範に取り扱われている。

## 著作

### 単著
- Bratman, M. E. (1999) [1987]. Intention, Plans, and Practical Reason. CSLI Publications. ISBN 1-57586-192-5
門脇俊介、高橋久一郎訳『意図と行為――合理性、計画、実践的推論』 産業図書、1994年
- Bratman, M. E. (1999). Faces of Intention. Cambridge University Press. ISBN 0521631319 ISBN 978-0-521-63131-0

### 論文
- 門脇俊介、野矢茂樹編・監修『自由と行為の哲学』春秋社、2010年。ISBN 9784393323243。国立国会図書館書誌ID:000010970547。
  - 「星川道人訳「計画を重要視する」」。
  - 「竹内聖一訳「反省・計画・時間的な幅をもった行為者性」」。